# سقانفار حاجیکلا
سقانفار حاجیکلا مربوط به دوره قاجار است و در شهرستان بابل، بخش لاله ّآباد، دهستان کاری پی، روستای حاجیکلا واقع شده و این اثر در تاریخ ۹ بهمن ۱۳۸۶ با شمارهٔ ثبت ۲۰۶۶۹ به‌عنوان یکی از آثار ملی ایران به ثبت رسیده است.